# Кулькай
Кулькай — река на Дальнем Востоке России. Протекает по территории Анадырского района Чукотского автономного округа.
Длина реки — 44 км.
Берёт истоки с восточных склонов хребта Расчленённый, протекает по территории Анадырской низменности, в низовьях по сильно заболоченной местности, впадает в лагуну Маллэн Берингово море.
Название в переводе с чук. Куулӄэй — «глубокий ручей».

## Притоки
Объекты перечислены по порядку от устья к истоку.
- 7 км: Каменка
- 15 км: Поннергваям
- 18 км: река без названия
- 22 км: Кривая
- 27 км: Тальниковая